# ماريوس زارن
ماريوس زارن هو لاعب كرة قدم سويسري في مركز الوسط، ولد في 18 أبريل 1978 في سويسرا. لعب مع نادي آراو ونادي فادوتس.